# Връщане на Южна Добруджа (1940)
| „ЗАПОВЕДЬ ДО БЪЛГАРСКАТА ВОЙСКА Офицери, подофицери и войници Добруджа се връща пакъ къмъ Майката-Родина съ договоръ подписанъ на 7. септемврий т.г. въ Крайова и сключенъ долроволно съ нашата съседка Ромъния въ името на правдата, на мира и на бѫдещето. Заповѣдвамъ: Частитѣ отъ трета армия да минатъ днесъ 21. септемврий 9 часа границата и да завзематъ територията на Добруджа въ старитѣ ѝ предѣли. Офицери, подофицери и войници, Вамъ се падна щастието мирно да настѫпите презъ старитѣ бойни полета, по следитѣ на вашитѣ бащи, които покриха българскитѣ знамена съ безсмъртна слава. Вие влизате днесъ въ тая земя, която бѣ откѫсната отъ Държавата ни, но която остана нераздѣлна и жива въ сърдцата ни. Не забравяйте, че Добруджа е наша не само защото бѣ откѫсната отъ насъ. Тя е двойно по-наша, защото бѣ облѣна въ българска кръвь и пази спомена за беззаветно храбритѣ наши дивизии при Тутраканъ и Добричъ и величавитѣ действия на нашата конница навредъ по Добруджанската равнина. Поклонете се предъ паметьта на падналитѣ за Родината герои, покажете се достойни за тѣхъ и занесете на нашитѣ братя радость и упование въ бѫдещето на България. Носители на добродетелитѣ, които отъ векове красятъ българския воинъ, бѫдете достойни и за тази скѫпа намъ земя. Влѣзте въ нея съ братска обичь къмъ свои и чужди, за да разбератъ всички, че това е нашъ роденъ край, който е билъ люлка на българщината и ще бѫде и пребѫде вечно българска земя. На добъръ часъ, Юнаци! Богъ да ни помага! Издадена въ София на 21. септемврий 1940 година. На първообразната съ собствената на НЕГОВО ВЕЛИЧЕСТВО рѫка подписано! БОРИСЪ ІІІ Приподписалъ: Даскаловъ Генерал-Лейтенант – Министър на войната“ |

На 7 септември 1940 година в резултат на дипломатическите усилия на българското правителство, както и вследствие на упражнен силен дипломатически натиск от страна на някои от Великите сили върху Румъния, се подписва Крайовската спогодба. Съгласно този междудържавен договор, анексираната от Румъния след Междусъюзническата война Южна Добруджа, се връща обратно в пределите на Царство България.

## История
Значението на спорния добруджанския регион между бреговете на Черно море и р. Дунав, е оценяван по различен начин от България и Румъния. С непосредственото участие и въздействие на големите европейски държави и Русия, добруджанският регион е приобщаван като територия в различна степен към една от двете държави. Първоначално през 1878 г. Румъния е убеждавана и трудно приема Северна Добруджа като териториална компенсация в границите си. За Румъния това е българска територия с българско население, което е констатация и на великите сили в Европа и е прието като факт още по време на Цариградската конференция. Но интересите на Русия, отразени при създаването на Санстефанския договор от 1878 г. с Турция и по-късно решението на Берлинския договор предават голяма част от земята на Добруджа под румънско управление.
На 31 юли 1885 г. след присъствието си на австрийските военни маневри, княз Александър І насрочва военни маневри на българската войска в района на гр. Шумен от 10 до 30 август. Разрастването на съединисткото движение сериозно безпокои Русия. Обединяването на Княжество България и Източна Румелия и създаването на една почти двойно по-голяма държава, от съседните държави се приема като заплаха, но те не търсят дипломатически политически ходове, а налагат курс на военно решаване на претенциите си към Княжество България. С това се изразяват открито и териториални претенции. Позицията на Румъния за предимството от владеенето на добруджанските земи и широк излаз на Черно море, се осъзнава само няколко години по-късно след навлизането в тази територия. На 22 август 1885 г. румънски войски преминават границата и окупират крепостта Арабтабия край Силистра. Завземат се околните земи, изворите и чешмите на Силистра, и като се използва трудното положение на младата българска държава, с този акт се полага началото на териториалните претенции на Румъния да заграби Южна Добруджа. Формалният мотив е, че се страхуват от военна заплаха от България. Министър-председателят на Румъния, провежда дипломатическа офанзива за ревизия и промяна на границите с България, и въпреки личното си участие в дипломатическия натиск във Виена и Берлин, не успява да спечели подкрепата за тази кауза от правителствата на Австро-Унгария и Германия. Сръбските политически кръгове са по-агресивни в стремежа си да завладеят български земи (особено тези в Македония), с което след Съединението на 2 ноември 1885 г. започват мащабни военни действия срещу българската войска на Царибродската позиция.
Две седмици след началото на Междусъюзническата война България изпада във военна безизходица. Докато основните ѝ сили воюват в Македония срещу сърби и гърци, от север в страната нахлуват румънски войски, които почти достигат София, а от югоизток – османски. На 5 юли правителството на Васил Радославов обявява, че е съгласно да отстъпи на Румъния Южна Добруджа и иска примирие. Така Румъния отнема територията Южна Добруджа от България по силата на Букурещкия договор за мир от 28 юли 1913 г. С това се губи не само просторната добруджанска земя за производство на зърнени храни, но и удобните пристанища на Дунав и Черно море.
Специализираното морско пристанище за насипни товари в Балчик е важен морски транспортен и търговски възел. До 1913 г. пристанището приема годишно средно по 240 кораба с пара, платна и шлепове. Анонимното дружество в Балчик изгражда и притежава най-голямата българска мелница за производство на брашно, едно производствено предприятие изградено в непосредствена близост до балчишките житните складове и пристанището.
За България загубата на Южна Добруджа по силата на Ньойския мирен договор от 1919 година има сериозно отражение върху стопанския живот в страната. Отнетият регион е голям производител на селскостопанска продукция, като в него са създадени условия за висока заетост на населението и активна търговия. След откъсването на Южна Добруджа и прекратяване производството на земеделска продукция в големи количества, естествено разположените в близост морско пристанище във Варна и дунавско пристанище в Русе намаляват търговската си и транспортна активност. С този международен акт, се променя значението на тези градове като търговски средища с добри транспортни връзки и като крупни български вносно-износни пристанища. Това влияе като цяло и на развитието българското морско и речно корабоплаване.

### Добруджа в пределите на България
- След войните в Западните Балкани и Априлското въстание срещу Османската империя, държавите в Западна Европа и Русия са инициатори за свикване на Цариградската конференция (1876 – 1877 г.). Там след много пазарлъци, особено за Родопите, крайбрежието на Егейско море и Македония, се приемат граници за една бъдеща българска държава, състояща се Източен и Западен български вилает – две автономни провинции с преобладаващо българско население. Добруджа е предвидена от Цариградската конференция да влезе в състава на източната българска автономна област, като включва територията на север до река Дунав включително делтата на реката на изток до Черно море.
- Прекрояването на териториите населени с българи продължава през 1878 година със Санстефанския договор, който макар и предварителен, коректно обхваща земите с преобладаващо българско население. Внесена е промяна в региона на Добруджа. В замяна на репарациите по войната, Високата порта предава на Русия Северна Добруджа, която Русия като компенсация отстъпва на Румъния в замяна на отнетите и ̀ земи от Южна Бесарабия, включени в границите на Руската империя. Границата между България и Румъния се премества на юг и се установява от морския бряг северно от Мангалия и през Добруджа излиза на Дунав при Расово (член 6 на договора).[6] Тези земи са под българско управление от февруари (по ст. стил) до юли 1878 г.
- Промяна на границата в Добруджа след Берлинския конгрес през 1878 година настъпва в резултат на прекрояването на картата на Санстефанска България, постигната като предварителна договореност при спиране на военните действия. На Румъния допълнително се предават добруджанските земи южно от Мангалия и границата между Княжество България и Румъния се установява на линията до Силистра.
- По време на Втората Балканска война, под натиска на румънските войски достигнали околностите на София, с Букурещкия договор от 1913 г., България е принудена да отстъпи Южна Добруджа на Румъния. Определя се нова граница с Румъния, като България отстъпва Южна Добруджа – област на север и изток от линията Тутракан—Екрене, включително и двете гранични селища.
- По време на успешните военни действия на Добруджанския фронт по време на Първата световна война, през септември-декември 1916 година практически Добруджа е освободена. От международно правен аспект тези земи, макар и завоювани, съгласно Букурещкия мирен договор (1913), юридически принадлежат на Румъния. Отвоюваните от Румъния добруджански земи (с граница по морския бряг между Констанца и Текиргьол) от май 1918 до ноември 1919 година са под българска власт и разпореждане.
- След Първата световна война и по силата на Ньойския мирен договор от 27.11.1919 г., България е принудена отново да се откаже от част от териториите си, като се потвърждава румънското владеене на Южна Добруджа в граници в съответствие с Букурещкия договор от 1913 г. За втори път тази област е предадена на Румъния.

## Крайовска спогодба
| „ | Чл.2. Въз основа на настоящия договор високодоговарящите страни заявяват тържествено, че установената между тях граница е окончателна и вечна. Всяка от договарящите страни се задължава следователно да не предявява никога претенции от териториално естество срещу другата високодоговаряща страна. | “ |

Подписването на този договор премахва една несправедливост по отношение на българското население и българската държава в този регион и установява трайни и международно признати граници с Румъния. Увеличаването на българската територия с отнетата преди това плодородна добруджанска земя, ще увеличи производството на храни. Увеличаването на българския морския бряг с 93 километра и поречието на река Дунав със 75 километра, ще влияе благотворно върху развитието на българското речно и морско корабоплаване, риболов и значителни възможности за разширяване на търговското корабоплаване от Балчик и Варна.
Работата по организирането и провеждането на преговорите по подписване на Крайовската спогодба се осъществяват от Петдесет и осмото правителство на Царство България с министър-председател проф. Богдан Филов.

## Установяване на българска власт в Добруджа
В съответствие с подписаната спогодба, територията на Южна Добруджа се разделя на четири зони за поетапно провеждане на процедурите по прехвърлянето на управлението. Определен е и срок от пет дни, в който българската и румънската администрация трябва във всяка зона да уредят всички формалности по прехвърлянето на владението и собствеността от румънската на българската държава. След уреждането на гражданските формалности по общини и встъпването в длъжност на българската местна власт, последователно по зони, започвайки от първа зона, ще навлиза българска войска, следвайки напускащата румънска войска по цялата територия на Южна Добруджа.
Българското правителство определя и назначава упълномощени делегати за приемане на отстъпената територия и администратори в общините. Предварително се провежда служебна конференция, където бъдещите организатори на гражданската власт в Южна Добруджа са напътствани от министъра на вътрешните работи и други ръководни служители за организиране на службите по административна, агрономска, санитарна, просветна, военна и др. дейности на местната власт в новосъздаваните общини. Всички тези първи упълномощени представители на държавната власт са подбрани администратори с опит от общините в България, за да контактуват с румънските местни власти и да създадат документи за приемането на общините, общинското имущество и да положат основите на местната българска власт.
Подбрани са по-будни селяни от селата съставни на голямата община и са назначени за кметски наместници. Командированият кмет от вътрешността на страната и кметските наместници организират тържествено посрещане на българската войска при небивал ентусиазъм от населението с цветя, знамена, песни и хора̀. Започва почти без почивка ремонт на кметствата, обзавеждането с необходимите мебели, назначаването и обучението на местни хора за общинска прислуга, общинска полиция, нощни и полски пазачи, писари и е поставено началото на канцеларските служби в общините.
В помощ на кметствата са изпратени команди трудоваци за прибиране на реколтата от царевица и слънчоглед от нивите на земеделските стопани румънци, напуснали Южна Добруджа. С трактори и каруци само в община Караманлии (Ваклино) са събрани от полето 220 тона царевица и 10 тона слънчоглед.
Към присъединената територия на Южна Добруджа се създават общински и държавни органи и власти, в съответствие с конституцията и приетите закони в България. Двадесет и петото народно събрание приема специален „Закон за облагане с преки данъци жителите на Южна Добруджа“ (Дв, бр.260 от 20 ноември 1940 г.) за правомощията на държавната власт в Южна Добруджа.
Освобождаването на Южна Добруджа и установяването на българска власт се провежда от 21 септември 1940 г. и чрез мащабна военна операция. Основното участие на сухопътните сили е от частите на Трета армия с командир Генерал-майор Георги Попов и се провежда в съответствие със „Заповедъ по Българската войска“ подписана лично от Цар Борис ІІІ. За установяване на българска държавна власт и управление, Южна Добруджа е разделена на четири зони. Сухопътните сили на българската войска на 21, 25 и 28 септември и на 1 октомври навлизат в определените региони. На 21 септември войската влиза в Тутракан. Сутринта на 25 септември гражданите на Добрич посрещат челният отряд на Лейбгвардейския на Н.В. конен полк. На 1 октомври е премахната румънската окупация в третата зона – Силистра, където българската армия е посрещната към 15 часа. На 1 октомври военно подразделение достига до общините на североизточната част на Южна Добруджа край Черно море.
Флотските части и военни кораби, с непосредствената подкрепа на търговски кораби, предприемат действия за незабавно приобщаване на крайбрежието на Добруджа към водните граници на България. За реализирането на клаузите по Крайовския договор, за окупацията се съставя Морски окупационен отряд. В състава му са включени части от Военноморските сили и от Морското училище. На 21 септември 1940 г. Морски окупационен отряд е натоварен на кораба „Бургас“ и изпратен на пристанището във Варна с възторг от многобройно гражданство. В прехода до Балчик „Бургас“ е екскортиран от торпедоносците „Храбри“, „Строги“ и „Смели“, заедно с торпедните катери „Люрсен“. На три мили пред Балчик ги посреща и съпровожда моторникът „Аспарух“ от службата на Българските водни съобщения. Внушителната армада от морски съдове пристава в пристанището на Балчик, град включен за освобождение в първата зона от населени места. Морският отряд прекратява румънската окупация и войсковия авангард към 10 часа навлиза в града, посрещнат от гражданското население тържествено като освободител. В Балчик, а по-късно в Каварна (25.09.1940) всички, от началника на флота Контраадмирал Асен Тошев, до последния войник в колоната са окичени с десетки тъкани кърпи и ризи, везани с красиви добруджански шевици. За патриотичното опиянение на населението, принос има и флотският оркестър с изпълнението на български бойни маршове.

## Състояние на инфраструктурата в Южна Добруджа
В подписания Крайовски договор има задължения на двете страни по морските въпроси за предаване и продължаване дейността на фаровете на Шабла и Калиакра, радиофара на Калиакра и сигнализацията на Балчик. В договора не се третират въпроси и няма текстове, които да регламентират състоянието на изградени съоръжения за транспортна или морско-стопанска дейност в региона, което създава затруднения за връщането към нормален стопански живот на крайбрежните селища. От румънските власти са нанесени щети като са разрушени пристанищни съоръжения, отнесени са шамандурите за привързване на корабите в пристанище Балчик, в пристанище Каварна е демонтиран пристанищния кран.
Освен разрушената пристанищна инфраструктура, напускащите румънски власти са унищожили всичко, свързано с летището в Балчик – изнесено е оборудването, изпочупени са стъкла или са полуразрушени постройките, затлачени са кладенците за вода. Дори летищната полоса е разорана напряко, за да не се използва и да се възстанови доста трудно. Едва на следващата година българското правителство утвърждава плановете на военното министерство за възстановяването и използването на летището за военни цели.
Румънските администратори настояват за бързо предаване и приемането на обществените имоти и общинските архиви в селата. В училищата, строени още по българско време, инвентарът – маси, столове, чинове са задигнати, така както и имуществото на общините. Оставени са само общинските регистри. Местното българско население е ограничавано от полицията да контактува с българските администратори, а радио София и радио Добрич са забранени за слушане. Румънската държава не е положила усилия за регионалното развитие на Южна Добруджа – селата са свързани с черни коларски пътища, практически непроходими при лошо време.
За преместване на българското население от Северна Добруджа в Южна Добруджа, Българското търговско параходно дружество и Българското речно плаване с корабите и речните си съдове провеждат изселническата кампания.